# Чемпіон WWE у напівважкій вазі
Чемпіон WWE у напівважкій вазі — це чемпіонський титул в рестлінг-компанії WWE. Нині захищається на бренді Raw і шоу 205 Live. Представлений 14 вересня 2016 року в якості нагороди за перемогу в турнірі напівваговиків, який виграв Ті Джей Перкінс. У дивізіоні напівваговиків WWE можуть виступати рестлери вагою до 93 кг. Даний титул відрізняється від однойменного, який прийшов в WWE з World Championship Wrestling і був скасований в 2007 році - у них одинакова назва, але історію титулу розпочато заново.

## Історія
Напівважкий клас був серією WWE Network і турніром напівваговиків. Відбіркові матчі турніру проходили в різних акціях незалежної мережі, включаючи відомі акції, такі як Revolution Pro Wrestling, Progress Wrestling та Evolve. Багато супротивників з усього світу отримали можливість мати право на 32-осібний турнір, який проходив за чотирма датами: 23 червня, 13 липня, 26 серпня та 14 вересня 2016 року. 
Фінал Напівважкого класу спустився до Теді Джеймса Перкінса і «Гран Металіка». Перед фінальним матчем Triple H об'явив, що переможець не тільки отримає трофей, але також стане чемпіоном WWE у напівважкій вазі для нової напівважкої ваги під брендом Raw. Перкінс переміг Металіка і став інавгураційним чемпіоном. Подібні до бокових пластин чемпіонства WWE, бокові пластини на титулі «напівважкій вазі» включають знімні круглі секції, що дозволяє додавати персональний логотип власника до поясу чемпіонства; розділи за умовчанням показують срібні та фіолетові карти світу з логотипом WWE над ними. Під час першого володіння Невілла колір косої риски під логотипом WWE на центральній пластині та бічних панелей за умовчанням замінився від фіолетового до оранжевого.
На додаток до Monday Night Raw, Чемпіонство напівважкої ваги захищається на 205 Live, екстремальне та ексклюзивне шоу на WWE Network, прем'єра якого відбулася 29 листопада 2016 року. На прем'єрному епізоді Річ Свонн переміг Браяна Кендріка в титольному матчі.
Після попереднього чемпіона WWE у напівважкій вазі Енцо Аморе було звільнено з WWE 23 січня 2018 року, а титул став вакантний, було проголошено про призначення генерального менеджера на «205 Live» і виступить на чемпіонаті; 205 Live раніше контролював генеральний директор з виробництва сировини, оскільки 205 Live є частиною бренду Raw [12]. У епізоді 205 січня Live, Drake Maverick (раніше відомий як Rockstar Spud у боротьбі з впливом), був призначений генеральним менеджером 205 Live. «Маверик» оголосив про те, що буде проведено 16 одноразових турнірів з ліквідації, щоб завершити новий чемпіон WWE в жорсткій вазі, з фіналом відбудеться на «WrestleMania 34». Турнір розпочав цей епізод з Седрік Олександр і TJP вперед до чвертьфіналу, перемігши Gran Metalik і Тайлер Bate відповідно. [13] Протягом наступних кількох тижнів Калісто, Родерік Стронг, Марк Ендрюс, Дрю Гулак, Бадді Мерфі та Мустафа Алі також вийшли у чвертьфінал з перемогами над Лінсом Дорадо, Хідо Ітамі, Акірою Тодзава, Тоні Несе, Арією Дайварі та Джентльменом Джеком Галлахер відповідно. [14] [15] [16] Перші два чвертьфінальних матчі відбулися в епізоді 27 лютого з Олександром та Сильним, що просунулися до півфіналу, перемігши відповідно TJP і Калісто відповідно. [17] Останні два чвертьфінальних матчі відбулися в епізоді 6 березня, де Гулак та Алі перемогли Ендрюса та Мерфі у своїх матчах. [17] На півфінальних матчах відбулися епізоди 13 березня та 20 березня, де Олександр та Алі перемогли у своїх відповідних матчах Стронг та Гулак. Останній матч заплановано відбутись під час попереднього показу для WrestleMania 34 між Олександром та Алі.